# 津坦
津坦（阿拉伯语：الزنتان，拉丁语：Tentheos，柏柏尔语：Zintan、Tigharmin或Tiɣaṛmin，意思是 "小城堡"）是利比亚西北部最大的城市之一，位于的黎波里西南约136公里。津坦及其周边地区大约有5万人口。羅馬帝國曾在津坦附近有駐軍。

## 2011年利比亚内战
第一次利比亞內戰期間，津坦爆發了反政府抗議。随着抗議人群的壯大，亲穆阿迈尔·卡扎菲的部队開始向人群攻击，但抗議人群用缴获的武器进行反击，並於2011年3月19日至20日击溃了一支全副武装的大型政府车队。